# Bolearka, Olevsk
Bolearka (în ucraineană Болярка) este un sat în comuna Kîșîn din raionul Olevsk, regiunea Jîtomîr, Ucraina.

## Demografie
Componența lingvistică a localității Bolearka
     Ucraineană (97,02%)
     Rusă (2,98%)
Conform recensământului din 2001, majoritatea populației localității Bolearka era vorbitoare de ucraineană (97,02%), existând în minoritate și vorbitori de rusă (2,98%).